# بریف خلاق
بریف خلاق یا تفهیم‌نامه خلاق (به انگلیسی: creative brief) یکی از انواع تفهیم‌نامه طراحی می‌باشد که در آژانس‌های تبلیغاتی توسط افراد مختلف در مشاغل خلاق به کار گرفته می‌شود. تفهیم‌نامه خلاق، سند بالادستی مکتوب است که در رابطه با پروژه‌هایی با ماهیت خلاقانه نیاز به نوعی طراحی را تشریح می‌کند. این سند یکی از مهمترین ابزارها در رشته نوپای مدیریت طراحی می‌باشد. هدف از تفهیم نامه خلاق آن است که سازمان کارفرما و مجموعه ذینفعان پروژه به همراه اعضای آتلیه طراحی در رابطه با مهمترین مسائل پروژه به اشتراک دیدگاه برسند. وجود و تصویب تفهیم نامه طراحی میان طرفین سبب می‌شود که گروه خلاق بتواند، ایده پردازی را در راستای اهداف کسب و کار و حل نیازهای سازمانی هدایت کند. در ضمن مطالب درج شده در این سند مبنای تصویب ایده نهایی و شاخص ارزیابی موفقیت طرح در پاسخ به نیازهای قید شده خواهد بود. در کشورهای مختلف و از سازمانی به سازمان دیگر ممکن است در این باره واژه‌های مختلف به جای یکدیگر استفاده شود. گاهی به جای تفهیم‌نامه خلاق از واژه‌های دیگری مانند: "تفهیم‌نامه طراحی (design brief)"، تفهیم نامه بازاریابی (marketing brief)، تفهیم نامه پروژه (project brief) یا تفهیم نامه نوآوری (innovation brief) نیز استفاده می‌شود که عبارت آخر در اروپا بیشتر رایج است. هر یک از این اسامی بسته به فرهنگ سازمان ممکن است کاربردی خاص پیدا کند و مثلاً شرکتی تصمیم بگیرد که سطوحی بالاتر از تفهیم‌نامه طراحی را، تفهیم‌نامه برند (brand brief) بنامد و اطلاعاتی که برای طراحی در سطوح میانی و در رده کارشناسی سازمان مبادله شده یا به بیرون از سازمان برون سپاری می‌شود را "تفهیم نامه یا بریف خلاق (creative brief)" خطاب کند.